# Quận Humphreys, Tennessee
Quận Humphreys là một quận thuộc tiểu bang Tennessee, Hoa Kỳ.
Quận này được đặt tên theo. Theo điều tra dân số của Cục điều tra dân số Hoa Kỳ năm 2000, quận có dân số 17.929 người, ước tính dân số năm 2005 là 18.212 người . Quận lỵ đóng ở Waverly.6

## Địa lý
Theo Cục điều tra dân số Hoa Kỳ, quận có diện tích 556,72 dặm vuông Anh (1.441,90 km2), trong đó có 24,5 dặm vuông Anh (63,5 km2) là diện tích mặt nước.

### Quận giáp ranh
- Quận Houston (bắc)
- Quận Dickson (đông bắc)
- Quận Hickman (đông nam)
- Quận Perry (nam)
- Quận Benton (tây)

## Thông tin nhân khẩu

Tháp tuổi quận Humphreys

Theo điều tra dân số [3] năm 2000, đã có 17.929 người, 7.238 hộ gia đình, và 5.146 gia đình sống trong quận hạt. Mật độ dân số là 33,7 người trên một dặm vuông (13/km ²). Có 8.482 đơn vị nhà ở mật độ trung bình 15,9 trên một dặm vuông (6.1/km ²). Cơ cấu chủng tộc của quận bao gồm 95,52% người da trắng, 2,94% da đen hay Mỹ gốc Phi, 0,27% người Mỹ bản xứ, 0,26% châu Á, Thái Bình Dương 0,01%, 0,16% từ các chủng tộc khác, và 0,85% từ hai hoặc nhiều chủng tộc. 0,83% dân số là người Hispanic hay Latino thuộc một chủng tộc nào.

Có 7.238 hộ, trong đó 30,30% có trẻ em dưới 18 tuổi sống chung với họ, 57,30% là đôi vợ chồng sống với nhau, 10,20% có nữ hộ và không có chồng, và 28,90% là các gia đình không. 25,00% hộ gia đình đã được tạo ra từ các cá nhân và 10,60% có người sống một mình 65 tuổi hoặc lớn tuổi hơn là người. Cỡ hộ trung bình là 2,44 và cỡ gia đình trung bình là 2,90.
Trong quận, cơ cấu độ tuổi dân cư gồm có 23,90% dưới độ tuổi 18, 7,60% 18-24, 27,50% 25-44, 26,20% từ 45 đến 64, và 14,80% từ 65 tuổi trở lên đã được những người. Độ tuổi trung bình là 39 năm. Đối với mỗi 100 nữ có 96,80 nam giới. Đối với mỗi 100 nữ 18 tuổi trở lên, đã có 93,10 nam giới.
Thu nhập trung bình cho một hộ gia đình trong quận đã được $ 35.786, và thu nhập trung bình cho một gia đình là $ 42.129. Phái nam có thu nhập trung bình $ 31.657 so với 20.736 $ cho phái nữ. Các bình quân đầu người thu nhập cho quận là 17.757 $. Có 7,60% gia đình và 10,80% dân số sống dưới mức nghèo khổ, bao gồm 12,50% những người dưới 18 tuổi và 13,70% của những người 65 tuổi hoặc hơn.